# おいしいうたファミリー
『おいしいうたファミリー』は、2010年1月20日に、エピックレコードジャパンから発売されたコンピレーション・アルバム『すごくおいしいうた』を制作するにあたり結成された特別ユニットである。

## 概要
毎日放送が、2008年10月からテレビ・ラジオを問わず、西日本地域で縁のあるアーティストの曲を毎月1曲を推す「おいしいうた」を集めたコンピレーションアルバムの第1弾となる「すごくおいしいうた」を制作。このアルバムには2008年10月から2009年9月までの「おいしいうた」を収録した。それに加えて「おいしいうた」で紹介したアーティストによる特別ユニット「おいしいうたファミリー」を結成し、新たに書き下ろした新曲「明日の空」を収録した。作詞は「すごくおいしいうた」「おいしいうたファミリー」にも参加しているPENGIN。作曲・編曲は藤本和則。所属レーベルの垣根を越えた8組のアーティストによる共演となった。

## 参加アーティスト
ji ma ma（じまま、12月20日 -）
植村花菜（うえむら かな、1983年1月4日- ）
かりゆし58（かりゆしごじゅうはち）
- 前川真悟（まえかわ　しんご、1981年7月13日-)

※歌唱には前川のみの参加であるがPVのクレジットではかりゆし58名義
しおり（しおり、1987年9月7日- ）
城南海（きずき みなみ、1989年12月26日- ）
まきちゃんぐ（まきちゃんぐ、1987年9月19日- ）
中孝介（あたり こうすけ、1980年7月13日- ）
PENGIN（ぺんぎん）
- XICO（きしこ、1983年9月23日- ）
- 346（さんしろう、1983年12月9日- ）
- DJカットー（でぃーじぇいかっとー、1983年8月25日- ）

※「明日の空」歌唱順

## 出演

### テレビ
- ちちんぷいぷい（毎日放送、2010年1月20日）

阪急西宮ガーデンズで行われた「1回だけのコンサート」で「明日の空」を披露し、その模様が生中継された。
- MUSIC JAPAN（NHK、2010年3月28日）

しおりはスケジュールの都合により欠席。
- ちちんぷいぷいGW 角・西“明日の空”大合唱 すごくおいしいうたSP（毎日放送、2010年5月4日）

植村花菜・城南海は不参加で、『明日の空』の歌唱時は植村のパートをDew、城のパートを和紗が担当。
- ゴールデンウィークSPちちんぷいぷい音楽祭2011（毎日放送、2011年5月5日）

2010年と同様、植村花菜・城南海は不参加で、『明日の空』の歌唱時は植村のパートをDew、城のパートを和紗が担当。清水翔太、平原綾香、ET-KING、カサリンチュ、元ちとせも参加。
- ちちんぷいぷい音楽祭2012〜未来の花束〜（毎日放送、2012年7月7日）

『明日の空』、『未来の花束』歌唱時は中孝介、押尾コータロー、カサリンチュ、キマグレン、さかいゆう、Dew、つじあやの、元ちとせ、ひいらぎ、まきちゃんぐ、Rakeによるスペシャル版で披露した。

### ライブ
- すごくおいしいうた CD発売記念ライブ（なんばHatch、2010年4月24日）
- 情熱大陸SPECIAL LIVE SUMMER TIME BONANZA'10大阪公演（万博記念公園もみじ川芝生広場、2010年7月31日）
- ちちんぷいぷい音楽祭2011（大阪城野外音楽堂、2011年4月24日）
- ちちんぷいぷい音楽祭〜未来の花束〜（オリックス劇場、2012年5月4日）